# Frederick Holman
Frederick Holman, detto Fred (Dawlish, 9 febbraio 1883 – Exeter, 23 gennaio 1913), è stato un nuotatore britannico.
Ha vinto la medaglia d'oro olimpica nel nuoto alle Olimpiadi 1908 svoltesi a Londra, in particolare nella gara di 200 metri rana.